# Chadli Amri
Chadli Amri (Saint-Avold, 14 december 1984) is een voetballer van Algerijnse en Franse staatsburgerschap.

## Levensloop
Amri kwam als een kind van Algerijnse ouders in Saint Avold, Moselle, Lorraine ter wereld. Hij groeide op in Folschviller.
Hij speelde zes jaar bij de FC Folschviller en daarna in het Duitse betaalde voetbal.